# Refuge de Vall Ferrera

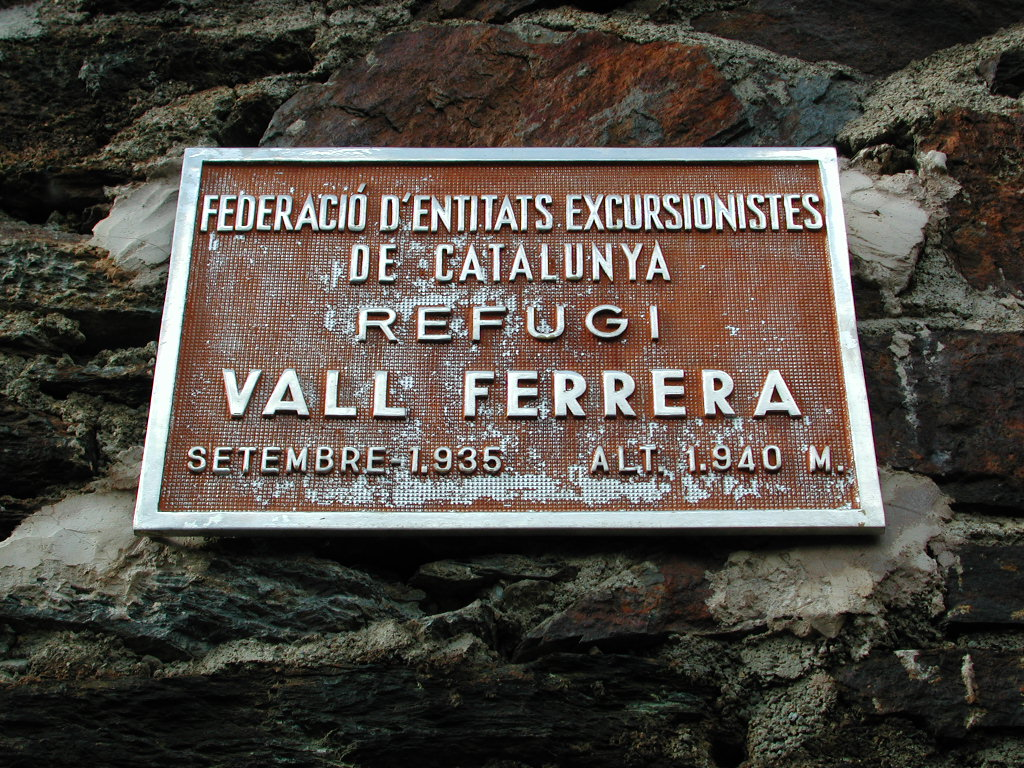

Le refuge de Vall Ferrera (en catalan Refugi de Vall Ferrera) se trouve sur la commune d'Alins à 1 902 m d'altitude, dans la comarque de Pallars Sobirà, constituante de la province de Lérida, en Catalogne (Espagne).
Situé dans le parc naturel de l'Alt Pirineu, il est construit en maçonnerie traditionnelle, et permet la traversée transfrontalière des Pyrénées par le port de Bouet qui constitue le passage transfrontalier pédestre vers la vallée de Vicdessos par la commune française d'Auzat, à 2 509 mètres d'altitude.

## Toponymie
Vallée étroite, le Vall Ferrera doit son nom à la présence d'anciennes mines de fer.

## Histoire
Premier refuge de la Federacio d’entitats excursionistes de Catalunya, le refuge a été inauguré en septembre 1935 et rénové en 1988 puis en totalité en 2010.

## Caractéristiques et informations
Le refuge est gardé à la bonne saison et éventuellement en période de Pâques selon la météorologie.

## Accès
Alins se trouve dans la vallée de la Noguera de Vallferrera, affluent de la Noguera de Cardós. Après la traversée du village d'Alins vers le hameau d'Areu, une longue piste caillouteuse conduit au parking de la Molinassa à 1 800 m d'altitude et à environ 15 min du refuge. Il faut suivre la piste, puis bifurquer à gauche, traverser le torrent par une passerelle avant l'arrivée au refuge dissimulé dans la végétation.

## Ascensions
Le refuge est la base de départ catalane privilégiée pour le massif du Montcalm et notamment la pique d'Estats (3 143 mètres), sommet frontalier avec la France et point culminant de la généralité de Catalogne.

## Traversées
Le refuge se trouve sur le sentier de grande randonnée 11 espagnol et sur « la Porta del Cel » (« la Porte du Ciel »), un circuit qui amène les randonneurs à faire une boucle entre le Vall Ferrera, le refuge du Pinet en Ariège, les refuges de Graus et de Certescans et le village de Tavascan (commune de Lladorre).

## À proximité
Le refuge de Baiau est un refuge d'altitude non gardé à 2 517 m, qui offre 9 places près des étangs de Baiau, en contrebas de la frontière avec l'Andorre (paroisse de La Massana).